# 不可以不可以之歌
《不可以不可以之歌》（日語：ダメダメのうた）是由日本女性雷鬼歌手LADY Q主唱、《蠟筆小新》的角色野原新之助（CV：矢島晶子）與野原美冴（CV：楢橋美紀）負責對白的歌曲。單曲在2000年7月26日由King Records發行。
中文直譯的意思為「不可以不可以之歌」、或「不行不行之歌」。

## 概要
同名標題曲「不可以不可以之歌」是朝日電視台電視動畫《蠟筆小新》的第7代片頭主題曲，使用時間從2000年4月14日（第353話）至2003年1月11日（第458話）為止。也是自1993年的《我是最受歡迎的》以來，僅次於2005年的《轉啊轉啊DE-O！》。
動畫方面，是以9面電視牆當背景、播放1990年代的集數為影片內容。與當年播出的其它動畫不一樣的地方是，作品標題卻在影片最後才出現，影片的最後附加吉他的彈奏聲作收尾。
《Damedame no Uta》同樣也在劇場版蠟筆小新系列《第9部：風起雲湧 猛烈！大人帝國的反擊》、《第10部：風起雲湧 壯烈！戰國大會戰》當作片頭主題曲使用。
至於B面歌曲《今天的約會》則被當第11代片尾主題曲使用，使用時間從2000年6月22日至2001年5月25日為止。

## 收錄歌曲
1. 不可以不可以之歌（ダメダメのうた）
  - 作詞、作曲：LADY Q（日语：LADY Q），編曲：森俊也，主唱：LADY Q&野原新之助（CV：矢島晶子）、美冴（CV：楢橋美紀）
  - 朝日電視台電視動畫《蠟筆小新》第7代片頭主題曲
  - 東寶配給、劇場版蠟筆小新系列《風起雲湧 猛烈！大人帝國的反擊》、《風起雲湧 壯烈！戰國大會戰》片頭主題曲
  - 其歌詞的內容是在描述大人總是不合理地對小孩說「那個也不行，這個也不行（あれもダメ、これもダメ）」。其主題與皆川治（日语：皆川おさむ）的歌曲和內田裕也的歌曲相同。
2. 今天的約會（今日はデート）
  - 作詞、作曲：，主唱：
  - 朝日電視台電視動畫《蠟筆小新》第11代片尾主題曲
3. 將魔法賜與給你（魔法をかけてあげる）
  - 作詞：坂田和子，作曲、編曲：HULK，主唱：
4. 不可以不可以之歌 (off vocal)
5. 今天的約會 (off vocal)
6. 將魔法賜與給你 (off vocal)